# Fenestraja cubensis
Fenestraja cubensis (лат.) — вид хрящевых рыб из семейства ромбовых скатов отряда скатообразных. Обитают в центрально-западной части Атлантического океана. Встречаются на глубине до 869 м. Их крупные, уплощённые грудные плавники образуют диск в виде сердечка с округлыми краями. Максимальная зарегистрированная длина 23 см. Откладывают яйца. Не являются объектом целевого промысла.

## Таксономия
Впервые вид был научно описан в 1950 году как Breviraja cubensis.

## Ареал
Эти батидемерсальные скаты обитают в центрально-западной Атлантике у берегов Флориды, Флорида-Кис, в водах Багамских островов и Кубы. Встречаются на материковом склоне на глубине от 440 до 869 м.

## Описание
Широкие и плоские грудные плавники этих скатов образуют диск в форме сердечка с немного выступающим кончиком рыла и закруглёнными краями. На вентральной стороне диска расположены 5 жаберных щелей, ноздри и рот. На длинном хвосте имеются латеральные складки. У этих скатов 2 редуцированных спинных плавника и редуцированный хвостовой плавник.
Шипы на хвосте и диске слабо пигментированы. На диске и хвосте имеются тёмные отметины. Дорсальная поверхность диска бледно-коричневого цвета. Вентральная поверхность ровного бледно-жёлтого цвета. Максимальная зарегистрированная длина 23 см.

## Биология
Подобно прочим ромбовым эти скаты откладывают яйца, заключённые в жёсткую роговую капсулу с выступами на концах. Эмбрионы питаются исключительно желтком. Длина новорождённых около 7 см. Самцы достигают половой зрелости при длине 18—21 см.

## Взаимодействие с человеком
Эти скаты не являются объектом целевого промысла. Потенциально могут попадаться в качестве прилова. Данных для оценки Международным союзом охраны природы охранного статуса вида недостаточно.